# Lutjanus notatus
Lutjanus notatus is een straalvinnige vis uit de familie van snappers (Lutjanidae) en behoort derhalve tot de orde van baarsachtigen (Perciformes). De vis kan een lengte bereiken van 25 centimeter.

## Leefomgeving
Lutjanus notatus is een zoutwatervis. De vis prefereert een tropisch klimaat en leeft hoofdzakelijk in de Indische Oceaan. De diepteverspreiding is 10 tot 50 meter onder het wateroppervlak.

## Relatie tot de mens
Lutjanus notatus is voor de visserij van aanzienlijk commercieel belang. In de hengelsport wordt er weinig op de vis gejaagd.